# Покорщина
Покóрщина — найдавніший із збережених донині садибних комплексів Лівобережної України. Знаходиться на території міста Козелець Чернігівської області. Садиба збудована в середині XVIII ст. на невисокій терасі правого берега річки Остер. Належала родині Віри Григорівни Дараган, сестрі графів Олексія і Кирила Розумовських, та її чоловікові Юхиму Дарагану, київському полковнику. Архітектурний комплекс садиби Дараганів у Покорщині є пам'яткою архітектури національного значення з охоронним № 846.

## Історія
За легендою, придбаний Наталією Розумихою для прийому у 1744 році невістки — російської імператриці Єлизавети. Пізніше подарований власницею у посаг доньці Вірі, дружині київського полковника Юхима Дарагана.
Існує дві версії назви Покорщина. Науковці вважають, що назва садиби походить від прізвища полкового писаря Івана Покорського, якому належала земля під маєтністю до 1744 року. Місцева легенда ж оповідає, що тут цариця Єлизавета після таємного вінчання з Олексієм Розумом вклонилася, “упокорилася” його матері Наталі Розумисі, яка на той час ще була звичайною шинкаркою.

## Опис

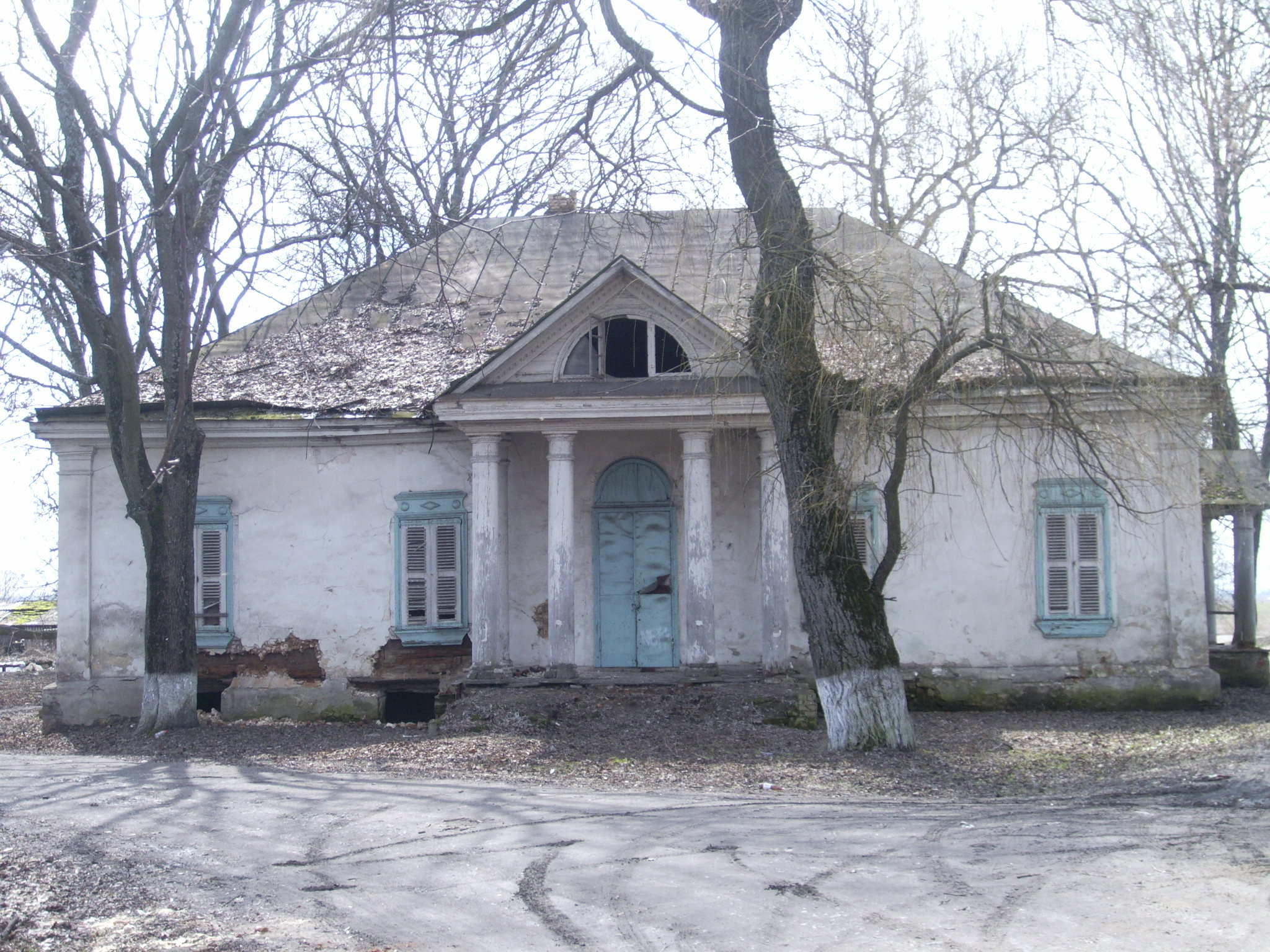
Панський будинок

Головний садибний будинок та флігелі групувалися навколо прямокутного курдонера. До нього вела під’їзна алея, по осі якої розташовано головний будинок. Два бічні одноповерхові дерев’яні флігелі (не збереглися) фланкували алею. На схід від головного будинку міститься кам’яниця, з західного боку був ландшафтний парк, що спускався до заплави річки Остер. На північ від курдонера містився господарський двір.
Із садиби Дараганів у Покорщині походять визначні твори ужиткового мистецтва та малярства, зокрема меблі, портрети Віри Дараган 1750 р. (втрачений), її чоловіка полковника Юхима Дарагана середини XVIII ст. та Василя Дарагана 1760-х рр. (обидва зараз у Чернігівському художньому музеї).

### Головний будинок
Головний будинок садиби збудовано близько середини XVIII ст. Зазнав неодноразових перебудов, але зберіг риси первісного вигляду. Одноповерховий, дерев’яний, потинькований, з мурованим підвалом, прямокутний у плані. По осі симетрії чолового фасаду — ґанок у вигляді чотириколонного портика тосканського ордера зі спареними колонами, з високим трикутним фронтоном і сегментним “ампірним” вікном у тимпані. Вікна прямокутні, витягнутих пропорцій, облямовані дощаною лиштвою, з віконницями. На кутах — накладні пілястри. Карниз не розкріповано. На причілку, зверненому в бік кам’яниці, є додатковий вхід із двоколонним ґанком.
Всередині будинок неодноразово переплановувався, тож первісне розпланування зараз не простежується. Імовірно, воно було анфіладним. Будинок опалювався печами та грубами, викладеними поліхромними розмальованими кахлями (не збереглися). Перекриття плоскі по дерев’яних балках, підвал перекрито коробовим склепінням. Дах вальмовий по дерев’яних кроквах, укритий покрівельною сталлю.
Головний будинок садиби Дараганів у Покорщині є унікальною пам’яткою садибної дерев’яної архітектури XVIII ст.

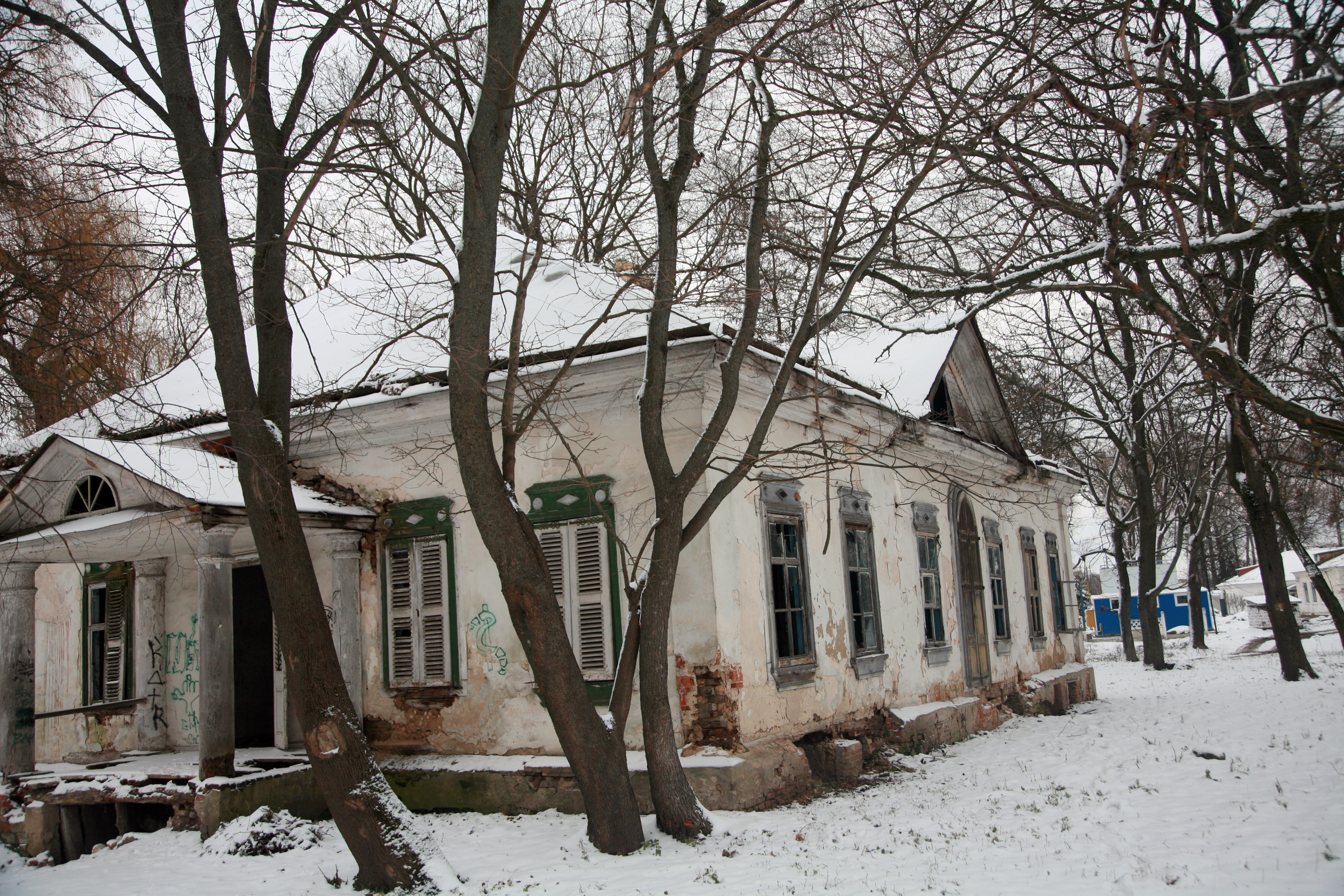
Панський будинок із тильної сторони
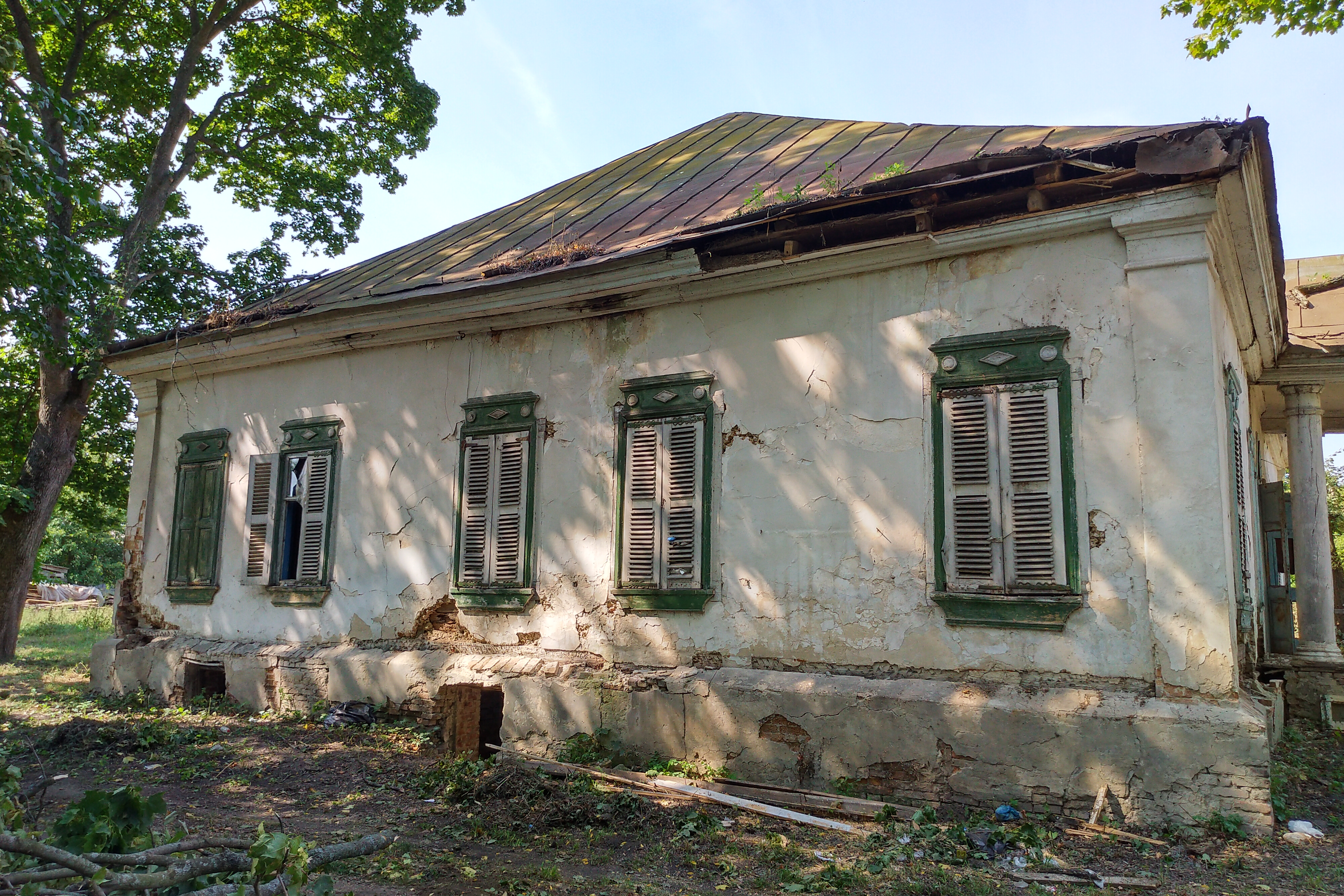
Панський будинок зі зворотного боку
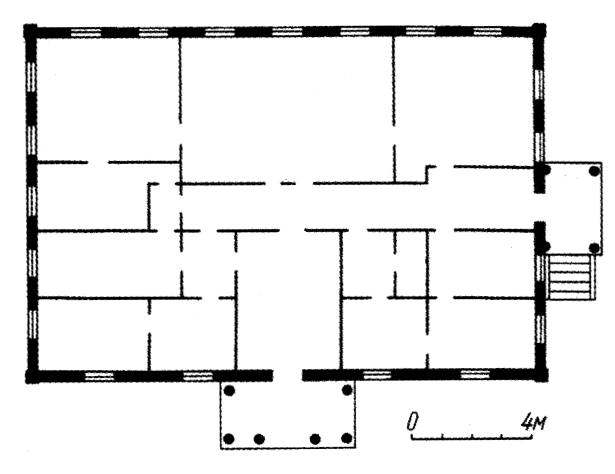
План будинку
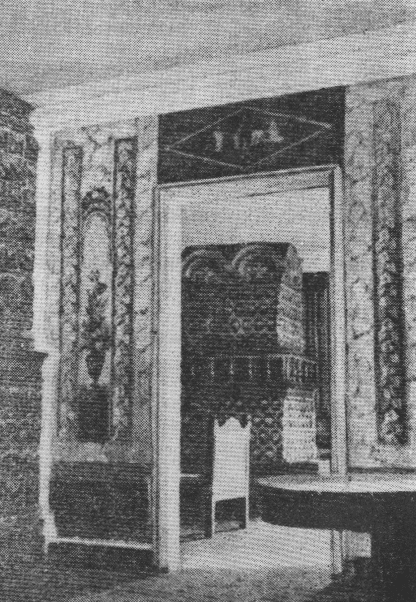
Інтер’єр будинку

### Кам’яниця Дараганів

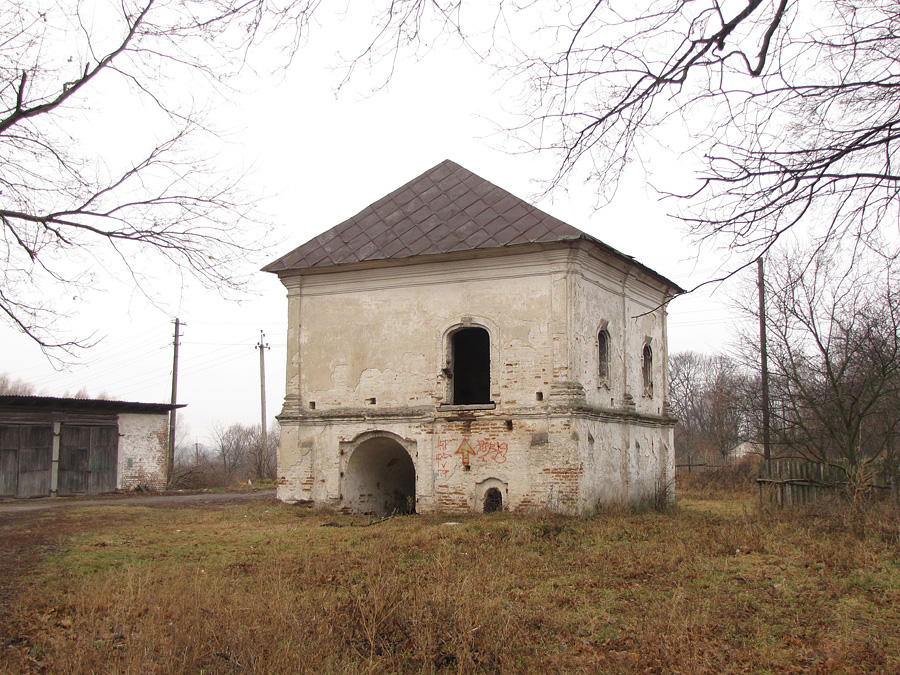
Кам'яниця Дараганів

Кам’яниця Дараганів — мурована господарська будівля, що використовувалась як комора для зберігання цінностей. Збудована одночасно з головним садибним будинком.

### Флігель

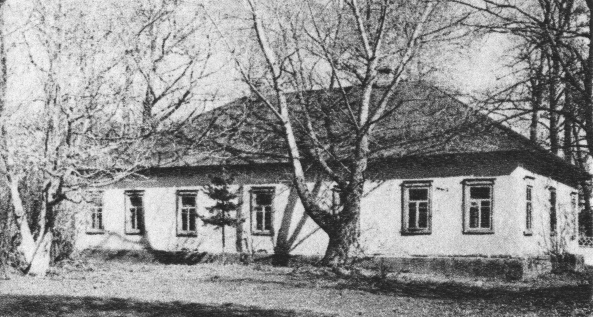
Флігель

До 1980-х років із західного боку головної алеї садиби знаходився флігель. Зведений він був одночасно з останніми спорудами. Будинок зберігався в основному в первісних об’ємах, добудова тамбура з північного боку і оформлення наличників відноситься до пізнішого часу. Будівля дерев’яна, потинькована, одноповерхова, прямокутна в плані, її об’ємно-просторове рішення лаконічне. Планування коридорне, перекриття пласкі, дерев’яні, дах чотирьохскатний з металевою крівлею. Значну роль в художньому вирішенні фасадів грав ритмічний лад віконних отворів, обрамованих дерев’яними наличниками, і дерев’яних пілястр.

### Комора і сарай

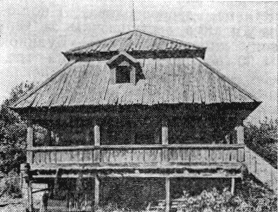
Комора (1920-і рр.)

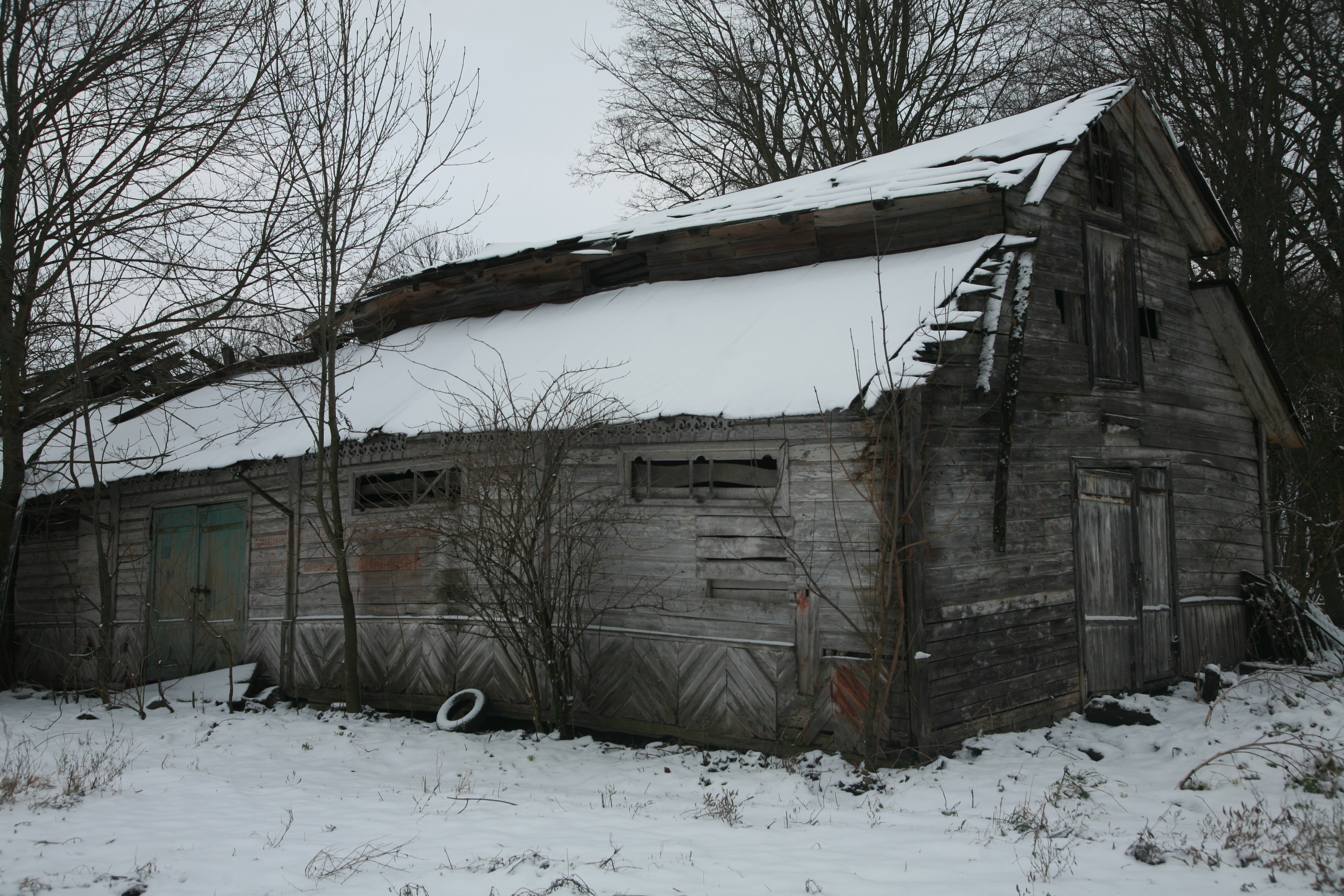
Залишки каретного сараю

На початку алеї, що веде до панського будинку розташовано дерев’яні господарські будівлі: комору (не збереглася) і каретний сарай. Комора являла собою підняту на стояках двозрубну клітку з чотирисхилим дощатим дахом на кроквах. Каретний сарай є однією з найстаріших дерев’яних будівель на Лівобережжі.

## Сучасний стан
У 1975 році на території садиби кіностудія Ленфільм знімала сцени до художнього фільму рос. «Звезда пленительного счастья» режисера Володимира Мотиля (про долю декабристів та їхніх дружин).
У 1980-і рр. втрачено один із флігелів, на території парку збудовано гаражі та господарські будівлі. Станом на початок XXI ст. садиба перебувала у занедбаному стані.
Наприкінці 2009 року Чернігівська обласна рада ухвалила рішення про передачу садиби у довгострокову оренду на 49 років генеральному директорові та засновнику приватного музею «Козацькі землі України» Володимиру Недяку. Орендар мав намір створити на базі пам'ятки музейний комплекс «Козацька садиба «Покорщина», реставрувавши її за власний кошт. Однак, через часткову приватизацію частини охоронної зони (1,5 га з трьох) місцевими жителями, які живуть поруч і мають тут гаражі і сараї, від оренди і подальших планів пан Недяк відмовився.
За оцінками на 2017 рік вартість ймовірної реставрації становить 16 мільйонів гривень. В той же час за оцінками експертів, ймовірний термін існування центральної будівлі садиби без реставрації - не більше 5 років.
Наразі на реконструкцію «Покорщини» обласна рада виділила 3,8 мільйона гривень з обласного бюджету та заклала ще 12 мільйонів інших коштів. Таке рішення ухвалили на сесії, що відбулася 12 травня 2020 року. Гроші виділятимуть у рамках програми реставрації пам’яток архітектури національного значення на території Чернігівської області на 2020-2022 роки.